# Верско
Верско (болг. Верско) — село в Болгарии. Находится в Кырджалийской области, входит в общину Черноочене. Население составляет 46 человек.

## Политическая ситуация
В местном кметстве Свободиново, в состав которого входит Верско, должность кмета (старосты) исполняет Мюмюн Акиф Халил (Движение за права и свободы (ДПС)) по результатам выборов.
Кмет (мэр) общины Черноочене — Айдын Ариф Осман (Движение за права и свободы (ДПС)) по результатам выборов.